# جسر رويبلنغ المعلق
جسر رويبلنغ المعلق (بالإنجليزية: John A. Roebling Suspension Bridge)‏ جسر معلق يمتد نهر أوهايو من سيسيناتي، أوهايو، وكوفينغتون، في ولاية كنتاكي. عندما عبرالمشاة أول مرة في 1 ديسمبر 1866 كان أطول جسر معلق في العالم حيث امتد طوله 1,057 قدم (322 متر).